# مشرموت (المهرة)

تعديل مصدري - تعديل

مشرموت هي إحدى قرى عزلة جاذب بمديرية حوف التابعة لمحافظة المهرة، بلغ تعداد سكانها 4 نسمة حسب تعداد اليمن لعام 2004.